# 菲利普·班菜克
菲利普·班菜克（捷克語：Filip Bandžak，1983年9月10日—），捷克歌劇演唱家，男中音。

## 生平
班菜克1983年9月10日出生於捷克斯洛伐克帕尔杜比采。他在1995年开始职业生涯。
9岁那年，他就表现出音乐的天赋，成为布拉格爱乐儿童合唱团的成员，开始了音乐的生涯。
在这个优秀团队7年的声乐滋养和实践，为他向独唱领域进一步迈步打下了坚实的基础。
他被人预计将是他那个时代的最出色的捷克歌剧歌手之一，于1993年步入国际声乐舞台，在柏林和华沙国家歌剧院精彩亮相。
在1994年，他首次在布拉格国家剧出演院朱塞佩威尔第的歌剧《弄臣》。
他在比尔森剧院的首场演出是在普契尼的《波希米亚人马塞洛》。
在2008年在宁波举行的中国国际声乐比赛再次获奖。在2009年在雅典举行的瑪麗亞·卡拉絲声乐大赛上获奖。
在第30届中国哈尔滨之夏音乐会国际声乐比赛获奖者音乐会上，一位来自捷克的伙子菲利普.班菜克以声情并茂的演唱，给观众留下了极为深刻的印象。